# Rothesay Bay

Rothesay Bay est une petite banlieue de la cité d’Auckland au niveau du secteur de East Coast Bays (en) dans l‘Île du Nord de la Nouvelle-Zélande

## Situation
La banlieue est grossièrement de la même taille que celle de Murrays Bay, la banlieue située immédiatement au sud. 

## Toponymie
Le nom est tiré d’une petite crique au niveau du golfe de Hauraki, auquel on peut accéder via Rothesay Bay Road.
Il y a une pièce de terre rectangulaire formant un parc à côté de la plage, le long de laquelle s’étend la crique de Rothesay Bay. 
Vers le nord, est située la baie de Browns Bay alors que vers le sud se trouve la banlieue de Murrays Bay.
Rothesay se trouve dans l’axe d’un tunnel de vent et reçoit donc électivement la brise de mer.

## Gouvernance
Rothesay Bay est sous la gouvernance locale du Conseil d'Auckland. 

## Population
La population lors du recensement de 2013 en Nouvelle-Zélande  était de 5 436 personnes, en augmentation de 417 résidents depuis le  recensement de 2006

## Résidents notables
Chris Rankin}, qui jouait Percy Weasley dans le film Harry Potter a grandi dans Rothesay Bay jusqu’à l’âge de6 ans.